# Високий Рейн

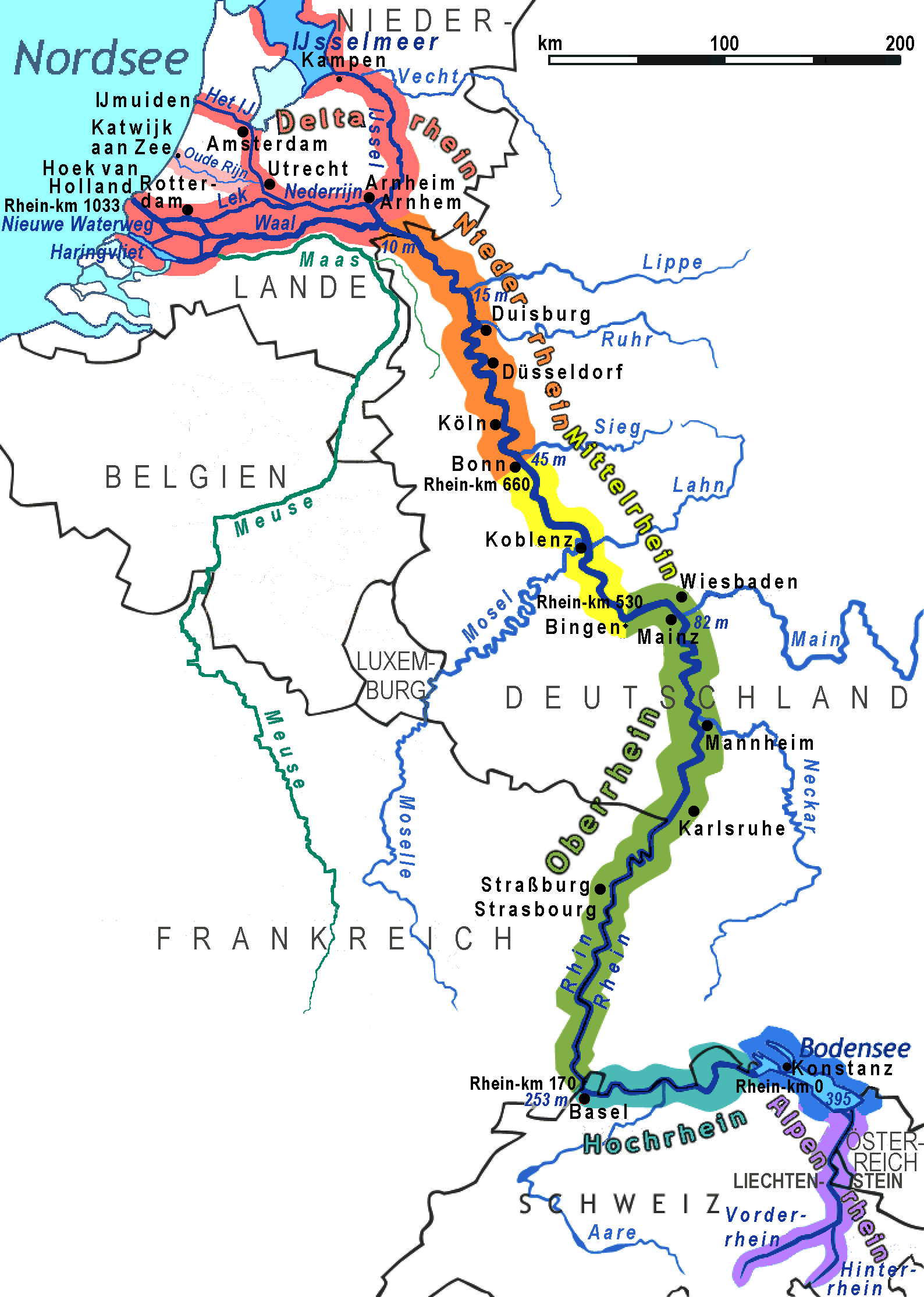
Мапа Рейну, на якій показано чотири частини Рейну, Високий Рейн позначено бірюзовим кольором

47°39′30″ пн. ш. 8°51′32″ сх. д. / 47.65825° пн. ш. 8.8589166666667° сх. д.
Високий Рейн (нім. Hochrhein) — назва частини Рейну, що тече на захід від Боденського озера до Базеля і утворює кордон Німеччиною та Швейцарією
Це перша з чотирьох ділянок Рейну (Високий Рейн, Верхній Рейн, Середній Рейн, Нижній Рейн) між Боденським озером і дельтою річки в Північному морі.

## Траєкторія
Високий Рейн починається від витоку Рейну з Унтерзе в Штайн-ам-Райні та переходить у Верхній Рейн біля Базельської луки у Базелі (точніше біля Середнього мосту).
Позначено кілометрами за Рейном від 0 до 167, вимірювання починаються з моменту витоку Оберзе (Верхнє Боденське озеро) біля Старого мосту в Констанці, хоча частина між Верхнім та Нижнім Боденським озером виділяється як Зерайн, а частина Нижнього Боденського озера, через яку протікає Рейн, відома як Райнзе.
Тому Високий Рейн починається на 25,45 рейнському кілометрі.

На відміну від Альпійського Рейну (головної притоки Боденського озера) і Верхнього Рейну, які течуть переважно з півдня на північ, Високий Рейн тече переважно зі сходу на захід.
Між Шаффгаузеном і місцом злиття з Тесс тече з півночі на південь близько 20 км, з чітким меандром у Райнау.
У своїй східній частині річка проходить через Моласовий басейн (на південь від регіону Гегау), тоді як у своїй західній частині вона перетинає Юрське плато перед виходом на Верхньорейнську рівнину в Базелі, де повертає на північ.

У своїй західній частині Високий Рейн в основному позначає кордон між Німеччиною та Швейцарією, за винятком швейцарського кантону Базель-Штадт.
У східній частині на північ від річки є кілька відокремлених територій Швейцарії (кантон Шаффгаузен і Рафцерфельд кантону Цюрих).
Німецький анклав Бюзінген-ам-Гохрайн розташований на північному березі Високого Рейну, оточений територією Швейцарії.

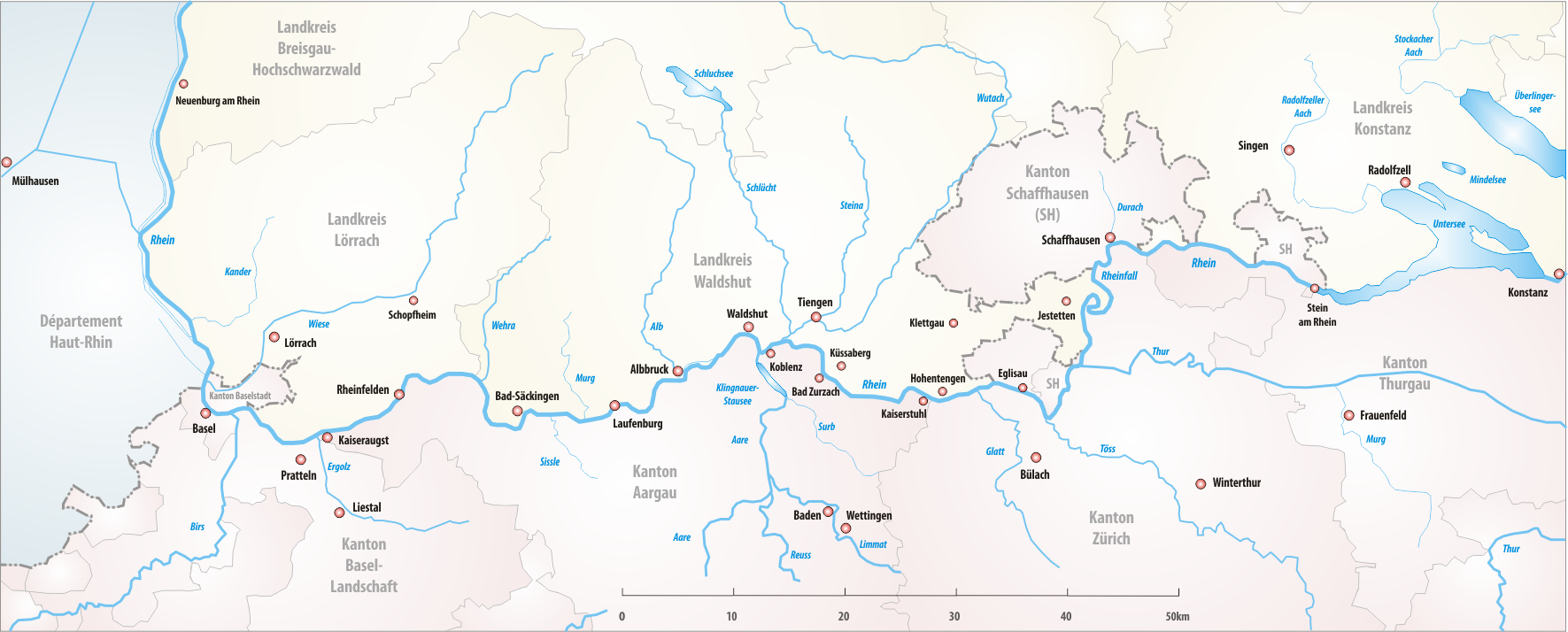
Високий Рейн між Штайн-на-Рейні та Базелем

## Водоспади і пороги

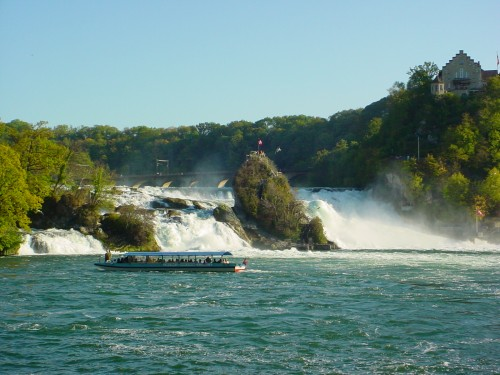
Рейнський водоспад в Нойгаузен-ам-Райнфаллі

Рейнський водоспад, який є найбільшим рівнинним водоспадом Європи, знаходиться в муніципалітетах Нойгаузен-ам-Райнфалль і Лауфен-Увізен, поблизу міста Шаффгаузен. Він має 150 м завширшки і 23 м заввишки.
Взимку середня витрата води становить 250 м³/сек, тоді як влітку середня витрата води становить 600 м³/сек.
Пороги у Високому Рейні слід розглядати в контексті відносно високого падіння висоти — від 395 до 252 м над рівнем моря всього за 165 км — і зміни річища під час Вюрмського льодовикового періоду.
У Нойгаузен-ам-Райнфаллі річка впадає в раніше засипане річище, утворюючи Рейнський водоспад біля Шаффгаузена.
Наступні пороги — Кадельбурзькі пороги біля Кобленца.
Поблизу Лауфенбурга післяльодовиковий Рейн проторив собі річище через відроги Шварцвальду.
Річка прорізала собі ущелину, що містить Лауфенбурзькі пороги.
Пороги Лауфенбург і Шверштадт були штучно ліквідовані шляхом підриву скель і підвищення рівня води греблями.

## Зміни

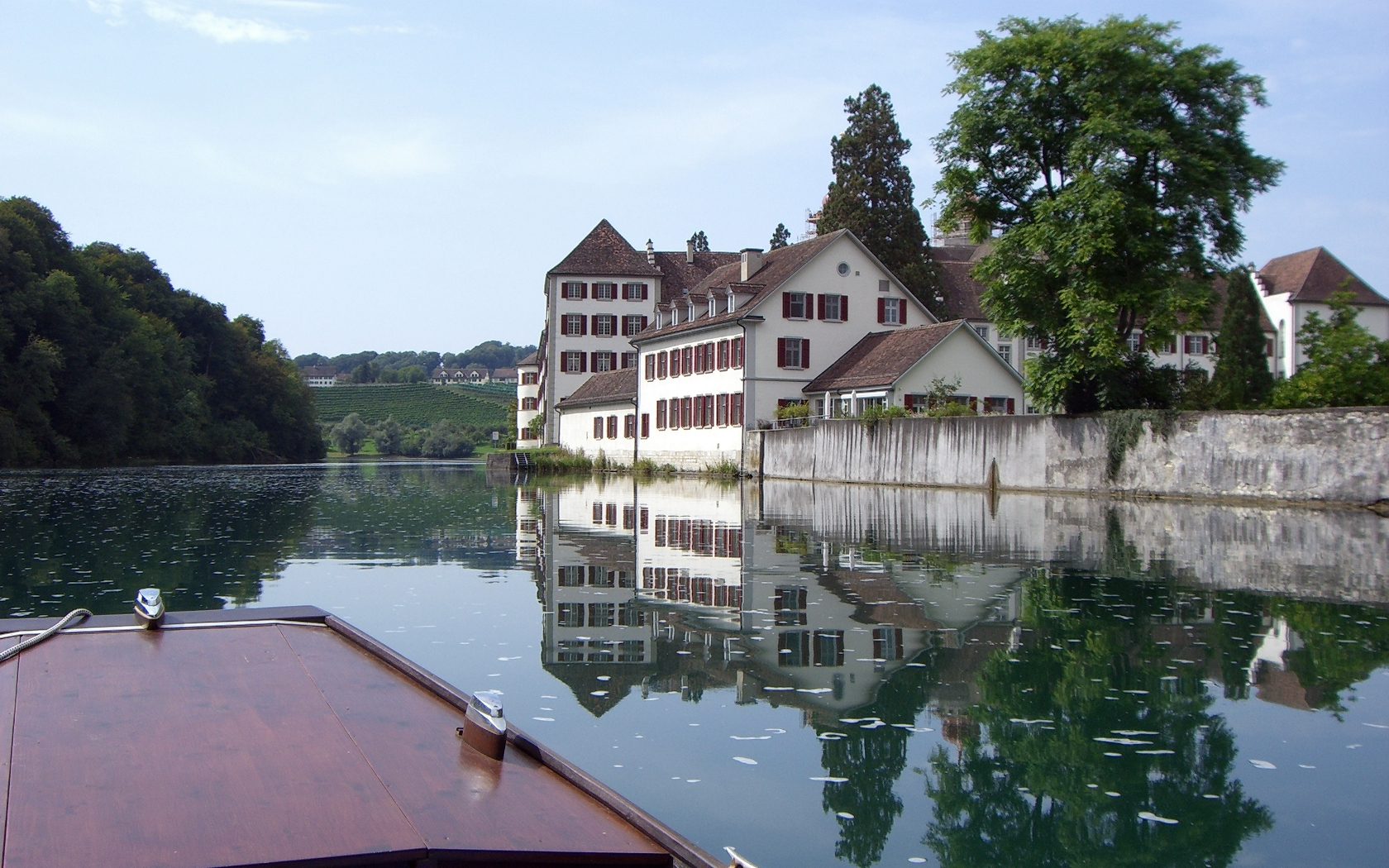
Високий Рейн у Райнау

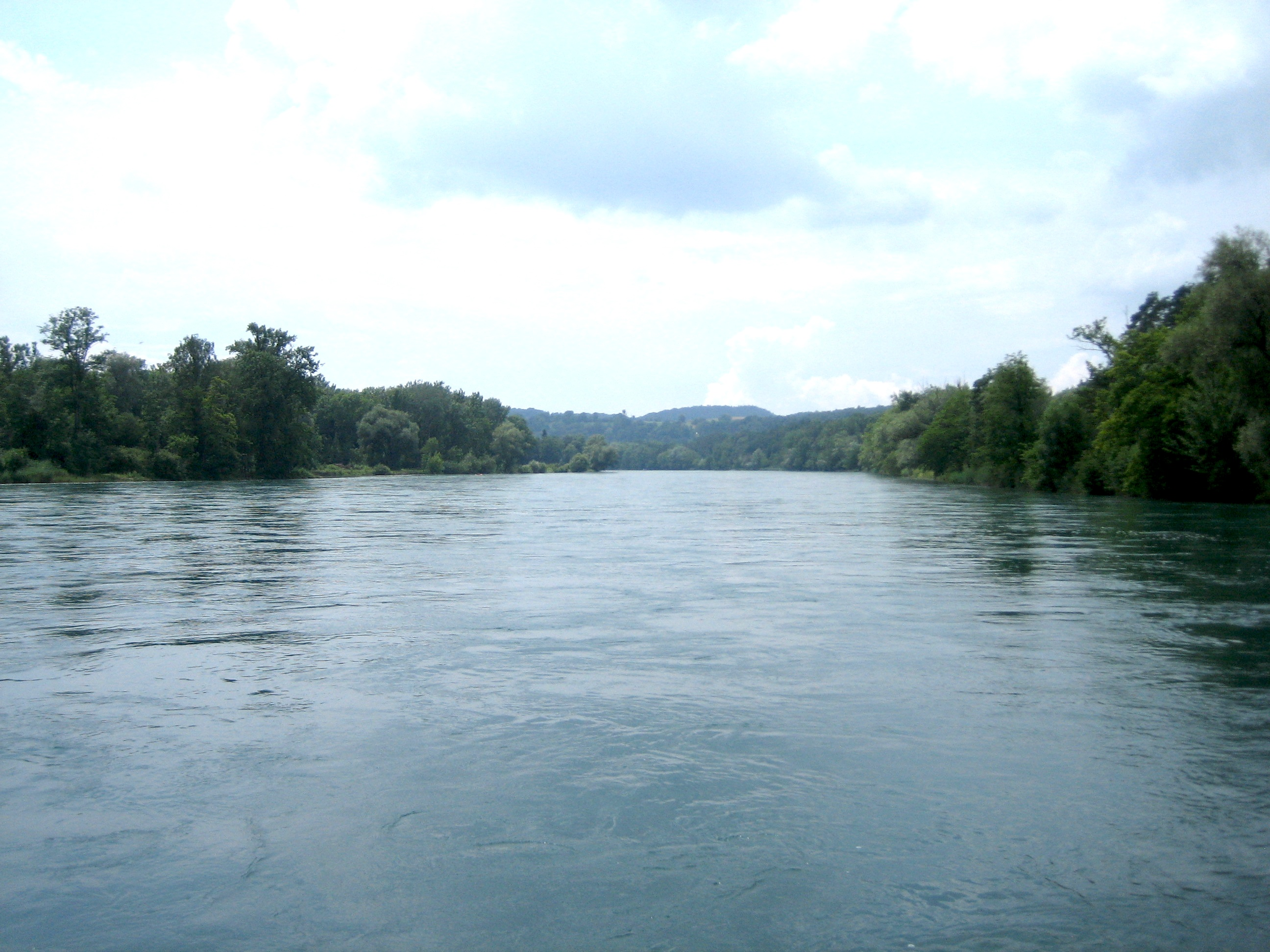
Високий Рейн в Еллікон-ам-Райні

Характер річки змінився через будівництво гідроелектростанцій.
Пороги Лауфенбург і Шверштадт були видалені шляхом підриву каменів, спочатку для покращення навігації, а пізніше затоплені через будівництво греблі гідроелектростанції.
Між Діссенгофеном і Штайн-на-Рейні Високий Рейн ще не перегородили.
Перша ГЕС на Рейні зараз знаходиться в Шаффгаузені.
Наступна ГЕС (ГЕС Рекінген) розташована в Рекінгені
і Кюссаберзі.
Після Рекінгена Високий Рейн вільно тече через Кобленцькі пороги до впадіння Ааре.
Наступна ГЕС (ГЕС Альбрук-Догерн) розташована в Лейбштадті та Догерні.
Звідси до Базеля є ще сім ГЕС.
Загалом на Високому Рейні споруджено одинадцять гребель і дванадцять ГЕС (є дві ГЕС на греблі Аугст/Вілен).

## Географія

### Міста
Деякі частини долини Високого Рейну досить широкі; інші більш схожі на ущелину.
Щільність населення відповідно змінюється. До відомих міст на Високому Рейні належать Штайн-ам-Райн, Шаффгаузен, Нойгаузен-ам-Рейнфалль, Вальдсгут-Тінген, Лауфенбург, Бад-Зеккінген, Райнфельден і Базель.
Найважливішими організаціями транскордонного співробітництва на Верхньому Рейні є Комісія Високого Рейну

та Агентство Високого Рейну.

### Притоки
Найільшими притоками Високого Рейну є Бібер, Тур, Тес, Глатт, Вутах, Ааре, Альб, Мург, Зіссле, Вера, Ергольц і Бірс.
Ааре з 590 м³/сек має більшу витрату, ніж Рейн з 439 м³/сек.
Таким чином, з гідрологічного погляду Рейн є притокою Ааре, а не навпаки.
Рейн, однак, зазвичай вважається основною течією, оскільки він трохи довший за Ааре.

### Важливі регіони
Численні території вздовж Високого Рейну зараз або історично вважалися важливими.
Із заходу на схід це Дінкельберг, Аугстгау, Фрікталь, Юрське плато, Альбгау, Ааргау, Гоценвальд, Клеттгау, Цурзібієт, Цюрихгау, Гегау і Тургау.

## Транспорт

### Залізниця
Високорейнська залізниця пролягає нижньою частиною річки (між Базель-Бадішер і Вальдсгут) уздовж її північних берегів, але потім відхиляється на північ від неї у верхів'ї (за винятком Шаффгаузена).
Зі швейцарського боку вздовж річки прокладені (із заходу на схід) Бецберзька залізниця (між Праттельном і Штайн-Зеккінгеном), залізниця Кобленц — Штайн-Зеккінген (дільниця між Лауфенбургом і Кобленцом закрита для пасажирських поїздів), залізниця Вінтертур — Бюлах — Кобленц (між Кобленцом і Еглізау), залізниця Еглізау — Нойгаузен між Нойгаузен-Райнфалем і Нойгаузеном (короткою дільницею проходить через територію Німеччини через Єштеттен), Райнфалльська залізниця (між Дахзеном і Шаффгаузеном) і Озерна залізниця між Шаффгаузеном і Штайн-на-Рейні.
Високий Рейн перетинає (із заходу на схід) Базельська сполучна залізниця (між Базель SBB і Базель-Бадішер), залізниця Тургі — Кобленц — Вальдсгут між Кобленцом і Вальдсгутом, залізниця Еглізау — Нойгаузен (між Еглізау та Гюнтванген-Віль), Райнфалльська залізниця (між Шлосс-Лауфен-ам-Райнфалль і Нойгаузен), Озерна лінія між Фоєртален і Шаффгаузеном, а також залізниця Ецвілен — Зінген (між Ецвілен та Гемісгофен, яка використовується лише як історична залізниця).